# HMAS Melbourne (1945)
HMAS Melbourne (от англ. Melbourne — название австралийского города, R 21) — лёгкий авианосец, состоявший на вооружении КВМС Австралии. Был в ходу с 1955 по 1982 год, являлся головным кораблём типа «Маджестик». HMAS Melbourne был единственным военным кораблём Британского содружества, потопившим в мирное время два союзных корабля.
Постройка авианосца была начата для КВМС Великобритании, под названием «Маджестик» и номером R77, в годы Второй мировой войны. Корабль был заложен в 1943 году, однако с окончанием войны его строительство, как и других представителей типа, было остановлено. В 1949 году корабль был продан КВМС Австралии и закончен уже для них, по модернизированному проекту, получив новое название и номер. Введение в эксплуатацию произошло в 1955 году.
«Мельбурн» никогда не участвовал в военных операциях и имел лишь периферийное, небоевое, участие в индонезийско-малайзийской конфронтации и в войне во Вьетнаме. Тем не менее, авианосец принимал участие в двух крупных столкновениях с союзными эсминцами. Вечером 10 февраля 1964 года «Мельбурн» столкнулся с эсминцем «Вояджер», после чего тот затонул. Восемьдесят два члена экипажа эсминца утонули, членами Королевской комиссии по этому поводу была произведена проверка. Второе столкновение произошло утром 3 июня 1969 года, когда авианосец столкнулся с эсминцем «Фрэнк Э. Эванс» в аналогичных обстоятельствах, USS Frank E. Evans тоже ушёл под воду, как и «Вояджер». Семьдесят четыре военнослужащих ВМС США погибли, была проведена совместная проверка ВМС США и КВМС Австралии. Эти инциденты, а также несколько более мелких столкновений, судовые аварии и потери самолётов привели к распространению слухов о том, что «Мельбурн» сглазили.
В 1982 году «Мельбурн» был выведен в резерв. Предполагалось продать корабль для превращения в плавучее казино, однако в 1984 году сделка была отменена и в 1985 году корабль был продан и отправлен в Китай на слом. Вскоре слом был отложен и «Мельбурн» стал изучаться Военно-морскими силами КНР в рамках секретного проекта разработки китайских авианосцев и стал использоваться во время подготовки летчиков ВМС КНР.